# Papantzin
Papantzin foi uma princesa Texcocoan, a neta de Nezahualpilli, e a cunhada de Moctezuma II, cuja política era casar seus irmãos, e parentes do sexo masculino para as filhas de (potencialmente) reis rivais, e, portanto, proteger o seu reino. Em 1509, Papantzin ficou seriamente doente e ficou em coma. Acreditando que ela tinha morrido, o Texcocoanos a puseram num túmulo (ao contrário dos Astecas, que queimavam seus mortos), mas quase que imediatamente, as pessoas ouviram-na gritar para ser libertada. Ela relatou uma visão, na qual um ser luminoso com "paus cruzados" em sua testa, levou-a para a costa do Oceano Atlântico, onde ela viu vários grandes "casas flutuantes" (navios) a chegarem do horizonte, tendo cruzes pretas nas suas "asas" (velas), similar à testa do seu guia. A princesa foi informada de que os homens nos navios vieram de uma terra distante e iriam conquistar os Astecas e trazer o conhecimento do único Deus Verdadeiro. Quando ela relacionou com esta visão de Moctezuma, ele leu a sorte do seu império, e recusou-se a nunca falar com ela novamente.
Dez anos mais tarde, os espanhóis conquistaram o México, e Papantzin tornou-se um dos primeiros nativos a se converter ao Cristianismo. Ela foi batizada em 1525, quando o primeiro frade Franciscana evangelizou Texcoco.